# Rechin de Port Jackson
Rechinul de Port Jackson (Heterodontus portusjacksoni) este o specie ovipară și nocturnă de rechin-taur. Se găsește în apele costiere din sudul Australiei.